# أسيتات الإينوكوتيرون
إينوكوتيرون أسيتيت إينوكوتيرون خلات (USAN) (أسماء رمز التنموية RU-38882، RU-882) هو مثل الإستيرويد (مضاد للإستيرويد) غير الستيرويدية لقد تم تطوير هذه المادة للاستخدام الموضعي لعلاج حب الشباب ولكن لم يتم تسويقها أبدا. هو استر أسيتات من ال إينوكوتيرون، وهو أقل قوة عندما نقوم بالمقارنة. أسيتيت إينوكوتيرون ليست في الواقع مضادا صامتا(ساكنا) لمستقبلات الاندروجين، بل هي محفز جزئي ضعيف، على نحو مماثل لمضادات الاندروجين الستيرويدية مثل أسيتيت سيبروتيرون.
وقد تم التحقيق (الميل) في أستيت إينوكوتيرون لعلاج حب الشباب ولكن أظهرت فقط متوسطة (وإن كانت ذات دلالة إحصائية كبيرة) فعالية في التجارب السريرية. وقد تم الملاحظة أن انخفاض 26% من الآفات في الذكور لقد تم ملاحظة العلاج بالدواء بعد 16 أسبوعا (~ 3.7 أشهر). ومع ذلك، هذا هو أقل بكثير من ذلك الذي تحقق مع عوامل أخرى مثل البنزويل بيروكسيد أو المضادات الحيوية، والتي تنتج 50-75% تخفيف في شهرين. لقد تم العثور على نتائج سيئة مماثلة ضمن الطريقة اللاستخدام الموضعي مخيبة للآمال لمضادات الأندروجين الأخرى مثل أستيت سيبروتيرون والسبيرونولاكتون.